# 1999 (album Prince)
1999 è il primo album da studio del gruppo statunitense Prince and The Revolution, pubblicato il 27 ottobre 1982 dalla Warner Bros. Records. È il quinto album della carriera di Prince. Questo è il primo album di Prince ad aver raggiunto la top ten nella classifica statunitense Billboard 200, piazzandosi al numero 9, ed è il quinto album più venduto del 1983. 1999 è il primo passo di Prince verso la strada del successo, sarà poi il prossimo, Purple Rain del 1984, che lo porterà definitivamente alla fama.
Il 29 novembre del 2019 viene pubblicata l'edizione Super Deluxe dell'album (composta da 5 CD e un DVD).

## Accoglienza
1999 è stato accolto molto positivamente e dalla critica e, nonostante il suo formato non commerciale, anche dal pubblico. Nel 2003 il network televisivo VH1 piazza 1999 al 49º posto nella classifica dei migliori album di tutti i tempi. Secondo la Rolling Stone Album Guide, "1999 potrebbe essere il lavoro più influente di Prince". L'album è presente anche nella lista "The 50 Most Essential Pop Albums" ("i 50 album pop più importanti") sulla rivista Slant Magazine; ed è stato incluso nel 2008 nel Grammy Hall of Fame Awards.

## Tracce
- Tutte le tracce sono scritte e composte da Prince.

Lato 1
1. 1999 – 6:15
2. Little Red Corvette – 5:03
3. Delirious – 4:00

Lato 2
1. Let's Pretend We're Married – 7:21
2. D.M.S.R. – 8:17

Lato 3
1. Automatic – 9:28
2. Something in the Water (Does Not Compute) – 4:02
3. Free – 5:08

Lato 4
1. Lady Cab Driver – 8:19
2. All the Critics Love U In New York – 6:00
3. International Lover – 6:37

## Classifiche

### Classifiche settimanali
| Classifica (1982/83) | Posizione massima |
| -------------------- | ----------------- |
| Australia            | 35                |
| Canada               | 23                |
| Nuova Zelanda        | 6                 |
| Paesi Bassi          | 45                |
| Stati Uniti          | 9                 |
| Stati Uniti (R&B)    | 4                 |
| Classifica (1985)    | Posizione massima |
| Regno Unito          | 30                |
| Classifica (2016)    | Posizione massima |
| Regno Unito          | 28                |
| Stati Uniti          | 7                 |

### Classifiche di fine anno
| Classifica (1983) | Posizione |
| ----------------- | --------- |
| Nuova Zelanda     | 24        |
| Stati Uniti       | 5         |
| Classifica (1984) | Posizione |
| Stati Uniti       | 22        |
| Classifica (1985) | Posizione |
| Stati Uniti       | 95        |

### Super Deluxe Edition
| Classifica (2019) | Posizione massima |
| ----------------- | ----------------- |
| Australia         | 46                |
| Austria           | 72                |
| Belgio (Fiandre)  | 12                |
| Belgio (Vallonia) | 51                |
| Germania          | 37                |
| Italia            | 70                |
| Paesi Bassi       | 15                |
| Portogallo        | 39                |
| Regno Unito       | 46                |
| Spagna            | 52                |
| Stati Uniti       | 45                |
| Svizzera          | 26                |